# Варліти-Малі
Варліти-Малі (пол. Warlity Małe, нім. Warglitten bei Hohenstein) — село в Польщі, у гміні Ольштинек Ольштинського повіту Вармінсько-Мазурського воєводства.
Населення — 59 осіб (2011).
У 1975-1998 роках село належало до Ольштинського воєводства.

## Демографія
Демографічна структура станом на 31 березня 2011 року:
|          | Загалом | Допрацездатний вік | Працездатний вік | Постпрацездатний вік |
| -------- | ------- | ------------------ | ---------------- | -------------------- |
| Чоловіки | 33      | 11                 | 18               | 4                    |
| Жінки    | 26      | 5                  | 14               | 7                    |
| Разом    | 59      | 16                 | 32               | 11                   |